# Desa Cibuntu (administrativ by i Indonesien, lat -6,28, long 107,07)
Desa Cibuntu är en administrativ by i Indonesien.   Den ligger i provinsen Jawa Barat, i den västra delen av landet, 26 km öster om huvudstaden Jakarta.